# ماكس فينتر (رائد أعمال)
ماكس فينتر (بالإنجليزية: Max Winter؛ بالألمانية: Max Winter) هو رائد أعمال أمريكي ونمساوي، ولد في 29 يونيو 1903 في أوسترافا في التشيك، وتوفي في 26 يوليو 1996 في منيابولس في الولايات المتحدة.